# Каноп (мифология)
Каноп (Каноб, др.-греч. Κάνωβος или Κάνωπος) — персонаж древнегреческой мифологии, кормчий Менелая. Умер в Египте, его именем названы город Каноб и остров, омываемый Нилом. Также его именем названа звезда Канопус в созвездии Киль. Плутарх сопоставляет Канопа с кормчим корабля Осириса. Согласно Гекатею, на Фаросе был храм кормчего Менелая.